# Димитър Стоевски
Димитър Стоевски (истинско име: Динчо Стоев Чолаков) е български писател, драматург и преводач главно на произведения от немската художествена литература. По професия е лекар, специалист по белодробни заболявания, рентгенолог.

## Началото на пътя
Родовите корени на Димитър Стоевски са от Панагюрище. Баща му е шлосер в Техническа секция при БДЖ. Петнадесетгодишен Стоевски публикува хумористични стихотворения в сп. „Българан“ и в-к „К'во да е“ под псевдонима Дин-Чо. През 1919 г. като гимназист обнародва в сп. „Сила“ свой превод на баладата „Двама братя“ из „Книга на песните“ от Хайнрих Хайне.“
Динчо Чолаков, както е истинското му име, завършва медицина в Грац през 1927 г. с докторат и работи по специалността си в продължение на 27 години, до 1954. Наред с това публикува преводи (и на медицинска литература), есета, литературни и театрални статии, рецензии – вече под пълния си псевдоним Димитър Стоевски. Това е времето, когато се увлича от социалдемократически идеи. В литературно-обществения седмичник в-к „Мисъл“ обнародва в свой превод стихотворението на Мария Нойхаузер „Работничка“. Когато през 1934 г. в България се чества сто седемдесет и петата годишнина от рождението на Фридрих Шилер, той превежда и публикува в редактираното от акад. Михаил Арнаудов списание „Българска мисъл“ поемата на Шилер „Песен за камбаната“, която през 1935 г. излиза като отделна книга в библиотека „Корали“. Започва да превежда „Фауст“ на Й. В. Гьоте и обнародва началното „Посвещение“ към трагедията в сп. „Българска мисъл“. Там през 1935 г. публикува и пет стихотворения на Гьоте с коментар на автора им.
Като практикуващ лекар Стоевски е привлечен от психологизма на починалия виенски психиатър и белетрист Артур Шницлер. За библиотека „Съвременни романи“ превежда повестта му „Госпожа Беата и нейният син“ (1934). Превежда също краткия роман на Стефан Цвайг „Огнена тайна“ (1934) и новелата му „Лепорела“ (1935). Така започва поредица от преводи, която ще го утвърди през годините като проникновен Цвайгов претълкувател – следват „Фантастична нощ“ (1939), „Мария Стюарт“ (1940), „Новели“ (1946), „Романът на един живот. Балзак“ (1947) и „Фуше“ (1971).

## Професионален преводач

### На свободна практика
Повратна за преводаческото поприще на Димитър Стоевски е 1937 г., когато напуска длъжността управител-лекар на Софийския тубдиспансер, закупува собствен рентгенов апарат и преминава на свободна практика.
Първото му голямо начинание в този период е романът на Гьоте „Страданията на младия Вертер“ (1937), който излиза в издателство „Игнатов“ с предговор от проф. Константин Гълъбов. За Игнатовата „Библиотека за всички“ Стоевски превежда през 1938 г. трагедиите на Фридрих Шилер „Разбойници“ и „Вилхелм Тел“ (в проза), а също драмата на Г. Е. Лесинг „Емилия Галоти“. За сто и осемдесетата годишнина от рождението на Шилер превежда и гражданската му трагедия „Коварство и любов“ (1939).
Когато книгоиздателство „Хемус“ започва да подготвя поредица от „Съчинения“ на австрийския поет романтик Франц Грилпарцер, то се обръща към Димитър Стоевски. Първият (и единствен) том излиза през 1942 г. и съдържа трагедиите в стихове „Сафо“ и „Вълните на морето и на любовта“.

### В годините на социализма
След Девети септември 1944 г. за преводача настъпва нов период на творческа дейност. Стоевски става член на Съюза на българските писатели (1947). За сто и петдесетата годишнина от рождението на Хайнрих Хайне превежда негови „Избрани стихотворения“ (1947), а на другата година публикува в новооснованото издателство „Български писател“ двойно по-голям том „Книга на песните“.
През 1951 г. Стоевски е назначен като лекар в ДВТУ „Кръстьо Сарафов“ (ВИТИЗ, днес НАТФИЗ) и заема този пост четири години. Това е период, в който се възобновява интересът му към театъра. В София се играят в негов превод Шилеровите драми „Разбойници“ (1952) и „Дон Карлос“ (1954). Във връзка с честването на сто и петдесетата годишнина от смъртта на Фридрих Шилер издателство „Народна култура“ подготвя негови „Избрани произведения“ (1955 – 1956). В първите два тома влизат драмите „Дон Карлос“, „Вилхелм Тел“, „Мария Стюарт“ и „Орлеанската дева“ – всички претворени в стихове от Д. Стоевски. Той е съставител и на третия том „Лирика“, за който превежда стихотворения и балади.
Димитър Стоевски превежда и „Ода на Радостта“ от Фридрих Шилер – част от финала на „Девета симфония“ от Лудвиг ван Бетховен, която става химн на Европейския съюз.
Последната му, и то най-голяма изява в заниманията му с Шилеровото творчество, е преводът на трилогията „Валенщайн“ – „Станът на Валенщайн“, „Пиколомини“, „Смъртта на Валенщайн“ (1968), в стихове.

### Проза и драма
Когато през 1955 г. почива Томас Ман, Стоевски превежда романа му „Буденброкови. Упадък на едно семейство“ (1956), което е първото представяне на Томас Ман от 1930 г. насам. Обнародва том новели от Теодор Щорм под надслов „Именското езеро“ (1958), биографичната книга на Лион Фойхтвангер „Мъдростта на чудака или Смърт и преображение на Жан-Жак Русо“ (1961) и романа на Теодор Фонтане „Ефи Брист“ (1963) – първото запознаване на българския читател с прозата на Фонтане. Стоевски проявява особен интерес и към скандинавската литература. От немски той превежда том „Избрани пиеси“ (1956) от Хенрик Ибсен и сборник с новели от Бьорнстерне Бьорнсон под заглавие „Косите на Авесалом“ (1960). Представя и голям том „Новели“ (1964) от Томас Ман.
Значителен преводачески принос на Димитър Стоевски е пресъздаването на голяма част от творчеството на Бертолт Брехт. Още през 1956 г. (годината, в която умира поетът) пиесата му „Майка Кураж и нейните деца“ е поставена от Бургаския народен театър в превод на Стоевски. Следва първата Брехтова книга в България – „Просяшки роман“ (1959). А създаденият Държавен сатиричен театър представя под режисурата на Боян Дановски „Удържимият възход на Артуро Хи“ (1960). Успехът на тази постановка засилва интереса към Брехтовата драматургия и неговата театрална теория. През 1961 г. в Софийския народен театър се играе „Майка Кураж“ с актрисата Олга Кирчева в главната роля (пиесата излиза като книга в 1966 г.), а Старозагорският драматичен театър поставя „Виденията на Симона Машар“. Същата пиеса е поставена на следващата година от Варненския народен театър и на сцената на тогавашния ВИТИЗ. Драмата на Брехт „Добрият човек от Сечуан“ се играе във ВИТИЗ (1965), а излиза като книга през 1970 г. Димитър Стоевски превежда и пиесата „Животът на Галилей“ (1966). С нея и „Майка Кураж“ той участва в тома „Избрани творби“ (1979) от Бертолт Брехт от поредицата „Световна класика“.

### Класика и модернизъм
Своя литературен опит и познания Д. Стоевски влага в съставената от него, Димитър Дублев и Ламар „Антология на немската поезия“ (1966). За нея превежда творби от Валтер фон дер Фогелвайде до младия поет на ГДР Вернер Бройниг. Принципът на подбора, както отбелязва в предговора си, е „през душата на всеки отделен поет да се прозре душата на народа в нейните съкровени глъбини“.
Преводачът Стоевски се обръща и към гротескния и многозначен свят на Франц Кафка – превежда негови разкази и романа му „Процесът“ (книгата излиза едва през 1980 г.). Също тъй навлиза в творчеството на Фридрих Дюренмат и превежда пиесата му „Физици“, която през 1965 г. се играе едновременно върху сцените на три театъра (изданието е от 1966 г.). Интересът към съвременната драматургия го подтиква да се заеме и с късната пиеса на Герхарт Хауптман „Пред залез слънце“ (1974).
През 1974 г. Димитър Стоевски става член-учредител на Съюза на преводачите в България.

### Произведения за деца
Димитър Стоевски превежда и произведения за деца. Самият той още в началото на литературното си поприще публикува собствената си книга по немски фолклорни мотиви „Чудният роман на Кум Лисан“ (1938). За българските деца претворява един том „Приказки“ от Вилхелм Хауф (1955) и книгата в стихове на Вилхелм Буш „Весели случки“ (1956). Следват „Вироглавото теле“ (1960) пак от Вилхелм Буш, „Петимата весели другари“ (1962) от Хайнрих Щруб и най-значителното му дело в тази област – два тома „Приказки“ от Братя Грим (1962-1963). Освен това превежда приказната повест на Франц Фюман „Мръсният Мориц“ (1963).

### Последни творби
През последното десетилетие от живота си Д. Стоевски даде на българската култура още една голяма творба из немската книжовна съкровищница – драмата в стихове на Й. В. Гьоте „Ифигения в Таврида“, която той публикува заедно с немалко стихотворения в тома „Лирика, драма, проза“ (1971), от поредицата „Световна класика“.
Умира през 1981 г. на 79 години от рак на белите дробове.

## За изкуството на превода
В едно свое младежко есе, хвърляйки поглед към още неясното си бъдеще, Димитър Стоевски възкликва: „Ще имам само едно желание, една молба: вечният наш спътник, демонът Време, да обърне последната страница на моя живот в мига, в който в моите очи се стопи последният ред на последната хубава книга.“ 
За изкуството на литературния преводач Стоевски казва: „За нас, като оставим настрана безспорните изисквания за основно познаване на двата езика, дарование, творческа индивидуалност и др., от не по-малко значение са ТВОРЧЕСКИЯТ ПОРИВ към преводната работа и ТВОРЧЕСКАТА РАДОСТ от нея.“ 
Своето схващане за тайнството на преводния акт Димитър Стоевски изразява в една бележка за работата си върху Брехтовата „Майка Кураж“: „...стихове не се превеждат, а се претворяват; пресъздава се не буквалният текст, а мисълта, чувството, образът.“ 
В статията си „По няколко повода“ Стоевски подчертава: „...не всеки, който владее – дори перфектно – чужд език, е годен за преводач (става дума естествено за художествена литература – белетристика, поезия, драматургия). Защото, макар да показва още някои от изискваните качества, основна необходимост за делото му е дарбата; а тази дарба следва да включва една своеобразна творческа езикова интуиция...“. 

## Учител на преводачи
Към чуждия текст Димитър Стоевски пристъпва, както диригентът към партитурата на музикална творба. Прочита го индивидуално, открива там своите прозрения, лични влечения и надежди, накрая „просвирва“ произведението като отломък от собствената си същност. И тъкмо чрез това привидно своеволие преводът му добива рядко, обаятелно своеобразие, което го прави по-верен по дух на оригинала, отколкото едно сухо, педантично, лишено от полет филологическо „превеждане“.
Книжовното дело на Димитър Стоевски се измерва с присъща за него мярка. Иска се немалко смелост и самоувереност, за да премериш сили с великани на духа като Гьоте, Шилер и Хайне, Лесинг, Грилпарцер и Теодор Щорм, Томас Ман, Хауптман и Фойхтвангер, Бертолт Брехт, Стефан Цвайг и Франц Кафка. Наред с това Стоевски превежда на български творби на Ибсен, Пушкин, Тургенев, Молиер, Лопе де Вега. Преводът е за него съкровено занимание, той се залавя с големи, значителни неща, които отговарят на едроскроената му душевност. Без да го съзнава, той става образец, мит за по-младите преводачи. От него те усвояват майсторството на артистичното превъплъщение, а също възхищението към българския език като към живо същество с могъщо и тайнствено дихание. Така от майстор-преводач Димитър Стоевски се превръща в учител на преводачи.

## Лично творчество

### Драми в стихове
- „Залез над Струма“ (1962), поставена на пернишка сцена под заглавие „Кракра Пернишки“.

Пиесата е печелила конкурс за българска историческа драма през 1962-1963 г. Ролята на младия Кракра е играна от актьора Петър Гюров. Според критиката пиесата е написана с изключително жив и звучен език. В нея се говори най-вече за любовта към родното място, за предателството, за чистотата на човешките отношения, за любовта и приятелството. Драмата е поставена и в Български телевизионен театър през 1970 и 1972 г.
- „Напаст изконна“ (1981), поставена в Български телевизионен театър.
- „Иванко“, историческа драма, непубликувана.

### Произведения за деца
- „Чудният роман на Кум Лисан“ (1938, 1956) [12] За творбата се произнася ласкаво акад. Михаил Арнаудов [13]
- „Веселите футболисти“, приказка в стихове – с илюстрации от художника Вадим Лазаркевич“ (1956, 1958, 1972, 1980) [14], също в „Картинен свят“ (1982, 1984) [15] и издателство Bi Art (1992).

## Награди и отличия
- 1945: Съветски медал „За участие във Великата отечествена война 1941-1945“ (като военен лекар с чин майор)
- 1972: ГДР медал за заслуга за дружбата между народите – сребърен.
- 1978: Орден „Кирил и Методий“ първа степен, „за значим принос за развитието на културата, изкуството, образованието и науката и по случай неговата 75-а годишнина“.
- 1978: Орден „Червено знаме на труда“ по повод навършването на 75 години.
- 1978: ГДР медал за заслуга за дружбата между народите – златен.
- 1981: Награда на Съюза на преводачите в България за 1980 г. „за цялостната му дейност като преводач на художествена литература от немски език“.
- 1981: Звание Заслужил деятел на културата.

## Избрана библиография на преводите

### Издания
- Артур Шницлер, Госпожа Беата и нейният син. „Съвременни романи“, 1934
- Стефан Цвайг, Огнена тайна. „Ив. Коюмджиев“, 1934
- Стефан Цвайг, Лепорела. „Съвременни романи“, 1935
- Фридрих Шилер, Песен за камбаната. „Корали“, 1935, 1937
- Йохан Волфганг Гьоте, Страданията на младия Вертер. „Игнатов“, 1937, 1940
- Фридрих Шилер, Разбойници. „Игнатов“, 1938, 1941, 1947 – в проза
- Фридрих Шилер, Вилхелм Тел. „Игнатов“, 1938, 1940 – в проза
- Готхолд Ефраим Лесинг, Емилия Галоти. „Игнатов“, 1938
- Фридрих Шилер, Коварство и любов. Гражданска трагедия. „Игнатов“, 1939
- Стефан Цвайг, Фантастична нощ. „Сл. Атанасов“, 1939
- Стефан Цвайг, Мария Стюарт. „Сл. Атанасов“, 1940, 1941, 1948
- Фридрих Шилер, Съчинения, Т. 1 Драми (Разбойници). „Хемус“, 1941
- Франц Грилпарцер, Сафо, Вълните на морето и на любовта. „Хемус“, 1942
- Фридрих Шилер, Съчинения, Т. 2 (Коварство и любов, Дон Карлос). „Хемус“, 1943
- Паул Бург, Шилер (роман). „Сл. Атанасов“, 1943
- Стефан Цвайг, Новели. „Хемус“, 1946
- Фридрих Шилер, Драми. Пълно събрание, Т. IX (Вилхелм Тел – в стихове). „Хемус“, 1946, 1947
- Фридрих Шилер, Драми. Пълно събрание, Т. I (Разбойници). „Хемус“, 1947
- Хайнрих Хайне, Избрани стихотворения. „Хемус“, 1947
- Стефан Цвайг, Романът на един живот. Балзак. „Хемус“, 1947
- Хайнрих Хайне, Книга на песните. „Български писател“, 1948
- Бернхард Келерман, Мъртвешки танц. „Изд. на БКП“, 1950, 1980
- Юрий Брезан, Жито расте по синурите. „Народна култура“, 1953
- Юрий Брезан, 52 седмици правят една година. „Народна култура“, 1954
- Жан-Батист Молиер, Сганарел. „Театрална самодейност“, 1955, 1957

- Вилхелм Хауф, Приказки. „Народна младеж“, 1955, 1966
- Фридрих Шилер, Избрани произведения, Т. I Драми (Дон Карлос, Вилхелм Тел – в стихове). „Народна култура“, 1955
- Фридрих Шилер, Избрани произведения, Т. II Драми (Мария Стюарт, Орлеанската дева – в стихове). „Народна култура“, 1955
- Фридрих Шилер, Избрани произведения, Т. III Лирика (стихотворения и балади). „Народна култура“, 1956
- Томас Ман, Буденброкови. Упадък на едно семейство. „Народна култура“, 1956, 1980
- Хенрик Ибсен, Избрани пиеси (Подпори на обществото, Куклен дом, Призраци, Народен враг). „Народна култура“, 1956
- Вилхелм Буш, Весели случки – в стихове. „Народна млдеж“, 1956, 1960, 1968, 1977
- Хайнрих Хайне, Избрани произведения в 3 тома, Т. 3 Лирика. „Народна култура“, 1957
- Теодор Щорм, Именското езеро (новели). „Народна култура“, 1958, 1977
- Стефан Цвайг, Мария Стюарт. „Народна култура“, 1957
- Фридрих Шилер, Ода на Радостта, в-к „Литературен фронт“, 5 ноември 1959
- Бертолт Брехт, Просяшки роман. „Народна култура“, 1959
- Иван Тургенев, Събрани съчинения в 12 тома, Т. X (поеми). „Народна култура“, 1959
- Бьорнстерне Бьорнсон, Косите на Авесалом (новели). „Народна култура“, 1960
- Бертолт Брехт, Виденията на Симона Машар. „Министерство на просветата и културата“, 1960
- Стефан Цвайг, Романът на един живот. Балзак. „Народна култура“, 1960
- Вилхелм Буш, Вироглавото теле. „Народна младеж“, 1960
- Лион Фойхтвангер, Мъдростта на чудака или Смърт и преображение на Жан-Жак Русо. „Народна култура“, 1961
- Хайнрих Щруб, Петимата весели другари, „Народна култура“, 1962
- Братя Грим, Приказки, Т. 1. „Народна младеж“, 1962, 1967
- Братя Грим, Приказки, Т. 2. „Народна младеж“, 1963, 1967
- Теодор Фонтане, Ефи Брист. „Народна култура“, 1963, 1982
- Франц Фюман, Мръсният Мориц. „Народна култура“, 1963
- Стефан Цвайг, Новели. „Народна култура“, 1963, 1977
- Фридрих Шилер, Вилхелм Тел. „Народна култура“, 1964, 1965, 1966
- Томас Ман, Новели. „Народна култура“, 1964
- Бертолт Брехт, Майка Кураж и нейните деца. Хроника от 30-годишната война. „Народна култура“, 1965
- Бертолт Брехт, Животът на Галилей. „Народна култура“, 1966
- Фридрих Дюренмат, Физици. „Народна младеж“, 1966
- Антология на немската поезия (съст.) „Народна култура“, 1966
- Лоренц Мак, Йов и плъховете. „Народна култура“, 1967
- Фридрих Шилер, Валенщайн (трилогия). „Народна култура“, 1968
- Бертолт Брехт, Добрият човек от Сечуан. „Народна култура“, 1970
- Йохан Волфганг Гьоте, Лирика, драма, проза (стихотворения, Ифигения в Таврида). „Народна култура“, 1971
- Стефан Цвайг, Фуше. „Народна култура“, 1971, 1980
- Готфрид Келер, Хората от Зелдвила. „Народна култура“, 1972
- Хайнрих Хайне, Пътни картини (Пътуване по Харц, Северно море, Идеи). „Народна младеж“, 1972
- Герхарт Хауптман, Пред залез слънце. „Народна култура“, 1974
- Лоренц Мак, Посев в морето. „Народна култура“, 1975
- Вилхелм Буш, Макс и Мориц. „Отечество“, 1976
- Йохан Волфганг Гьоте, Поезия и истина. „Народна култура“, 1976
- Фридрих Шилер, Вилхелм Тел. „Отечество“, 1977
- Теодор Щорм, Новели. „Народна култура“, 1977
- Томас Ман, Тонио Крьогер. „Народна култура“, 1978
- Бертолт Брехт, Избрани творби(Животът на Галилей, Майка Кураж и нейните деца). „Народна култура“, 1979
- Вилхелм Хауф, Приказки. „Отечество“, 1979
- Франц Кафка, Процесът. „Народна култура“, 1980
- Йохан Волфганг Гьоте, Избрани произведения в 8 тома, Т. 1 Лирика. „Народна култура“, 1980
- Йохан Волфганг Гьоте, Избрани произведения в 8 тома, Т. 2 Драми (Ифигения в Таврида). „Народна култура“, 1980
- Ингеборг Бахман, Трите пътя към езерото (новелата Вилдермут). „Христо Г. Данов“, 1981
- Хайнрих Хайне, Избрани творби (стихотворения, Пътни картини). „Народна култура“, 1981
- Франц Фюман, Прометей или Битката на титаните. „Отечество“, 1982
- Томас Ман, Смърт във Венеция. „Колибри“, 2006

### Театрални постановки
- 1942/43: Фридрих Шилер, Коварство и любов. „Народен театър“, София
- 1942/43: Франц Грилпарцер, Вълните на морето и на любовта. „Народен театър“, София
- 1942/43: Херман Бар, Концерт. „Народен театър“, София
- 1942/43: Готхолд Ефраим Лесинг, Емилия Галоти. „Народен театър“, Русе
- 1943/44: Фридрих Шилер, Орлеанската дева. „Народен театър“, София
- 1943/44: Франц Грилпарцер, Сафо. „Народен театър“, Бургас
- 1952/53: Фридрих Шилер, Разбойници. „Театър на народната армия“, София
- 1954/55: Фридрих Шилер, Дон Карлос. „Народен театър“, София
- 1954/55: Жан-Батист Молиер, Сганарел. ВИТИЗ „Кръстьо Сарафов“, София
- 1955/56: Фридрих Шилер, Дон Карлос. „Народен театър“, Русе
- 1956/57: Бертолт Брехт, Майка Кураж и нейните деца. „Народен театър“, Бургас
- 1957/58: Лопе де Вега, Девойка с кърчаг. ВИТИЗ „Кръстьо Сарафов“, София
- 1958/59: Фридрих Шилер, Мария Стюарт. „Народен театър за младежта“, София
- 1960/61: Бертолт Брехт, Удържимият възход на Артуро Хи. „Държавен сатиричен театър“, София
- 1960/61: Хенрик Ибсен, Призраци. „Народен театър“, София
- 1960/61: Жан-Батист Молиер, Учени жени. ВИТИЗ „Кръстьо Сарафов“, София
- 1961/62: Бертолт Брехт, Майка Кураж и нейните деца. „Народен театър“, София
- 1961/62: Бертолт Брехт, Виденията на Симона Машар. „Драматичен театър“, Стара Загора
- 1962/63: Бертолт Брехт, Виденията на Симона Машар. ВИТИЗ „Кръстьо Сарафов“, София
- 1962/63: Бертолт Брехт, Виденията на Симона Машар. „Народен театър“, Варна
- 1965/66: Фридрих Дюренмат, Физици. „Театър на народната армия“, София
- 1965/66: Фридрих Дюренмат, Физици. „Народен театър“, Бургас
- 1965/66: Фридрих Дюренмат, Физици. „Драматичен театър“, Шумен
- 1965/66: Бертолт Брехт, Добрият човек от Сечуан. ВИТИЗ „Кръстьо Сарафов“, София
- 1969/70: Фридрих Шилер, Мария Стюарт. „Народен театър“, София
- 1970/70: Хенрик Ибсен, Хеда Габлер. „Народен театър“, София
- 1972/73: Йохан Волфганг Гьоте, Ифигения в Таврида. „Театър 199“, София
- 1973/74: Жан-Батист Молиер, Сганарел. „Народен театър“, Габрово
- 1978/79: Герхарт Хауптман, Пред залез слънце. Театър „Сълза и смях“, София

### Писатели в превод на Димитър Стоевски
| - Франц Адам Байерлайн - Херман Бар - Ингеборг Бахман - Йоханес Р. Бехер - Иван Блох - Ханс Фридрих Блунк - Вили Бредел - Юрий Брезан - Бертолт Брехт - Вернер Бройниг - Паул Бург - Вилхелм Буш - Хелене Бьолау - Бьорнстерне Бьорнсон - Валтер фон дер Фогелвайде - Лопе де Вега - Георг Веерт - Валтер Вернер - Паул Винс - Ани Воте - Франц Грилпарцер - Вилхелм Грим - Якоб Грим - Щефан Гросман - Йохан Волфганг Гьоте - Фридрих Дюренмат - Адолф Ендлер - Ханс Закс | - Хуго Зелхайм - Херман Зудерман - Хенрик Ибсен - Едуард фон Кайзерлинг - Хайнц Калау - Ханс Кароса - Франц Кафка - Готфрид Келер - Бернхард Келерман - Ерих Кестнер - Хайнрих фон Клайст - Ханс Ланд - Николаус Ленау - Ерих Ленхард - Готхолд Ефраим Лесинг - Ханс Лорбеер - Мартин Лутер - Лоренц Мак - Томас Ман - Хендрик де Ман - Марк Твен - Самуил Маршак - Карин Михаелис - Жан-Батист Молиер - Вилхелм Мюлер - Новалис - Мария Нойхаузер - Песен за нибелунгите | - Александър Пушкин - Райнер Мария Рилке - Фред Родриан - Габриеле Ройтер - Жорж Тудуз - Иван Тургенев - Лион Фойхтвангер - Теодор Фонтане - Франц Фюман - Хайнрих Хайне - Отфрид фон Ханщайн - Герхарт Хауптман - Вилхелм Хауф - Фридрих Хебел - Георг Хервег - Катрин Холанд - Рикарда Хух - Фридрих Хьолдерлин - Арнолд Цвайг - Стефан Цвайг - Макс Цимеринг - Аделберт фон Шамисо - Фридрих Шилер - Артур Шницлер - Теодор Щорм - Рудолф Щратц - Хайнрих Щруб - Йозеф В. Янкер |